# Mohammad Reza Kolahi Samadi

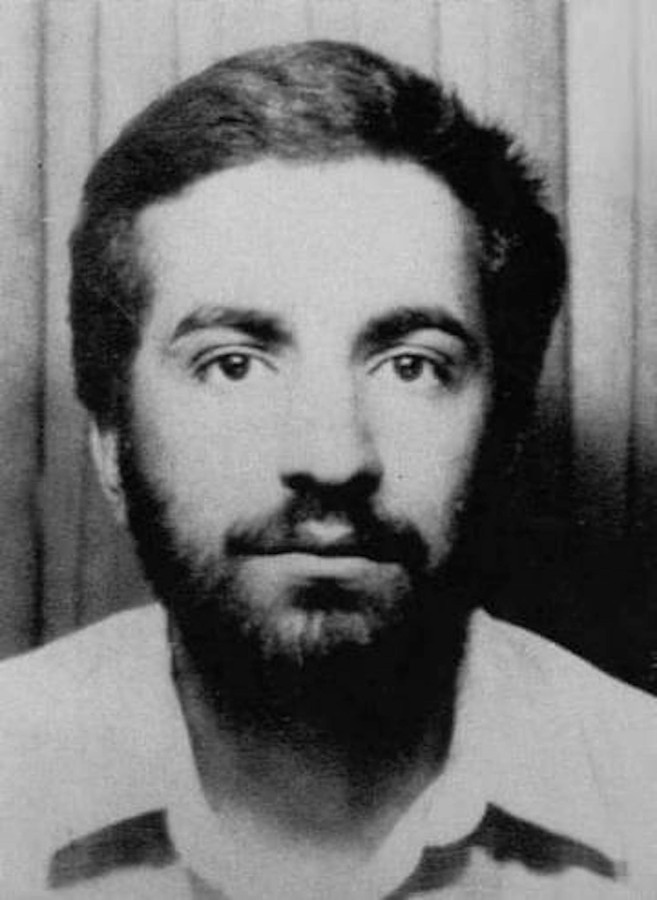
Mohammad Reza Kolahi Samadi (1981)

Mohammad Reza Kolahi Samadi (persisch محمدرضا کلاهی; * etwa 1958/1959 im Iran; gestorben am 15. Dezember 2015 in Almere, Niederlande) war der mutmaßliche Attentäter beim Bombenanschlag auf das Hauptquartier der Islamisch-Republikanischen Partei am 28. Juni 1981.

## Leben

### Bombenanschlag in Teheran 1981
Zur Biografie Samadis ist der Öffentlichkeit wenig bekannt. Am 28. Juni 1981, in den Anfangsjahren der 1979 gegründeten Islamischen Republik Iran, ereignete sich eine Bombenexplosion im Hauptquartier der regierenden Islamisch-Republikanischen Partei in Teheran. Dabei wurden mehr als 70 Personen getötet, unter ihnen zahlreiche hohe Parteifunktionäre, darunter 25 Parlamentsabgeordnete und vier Kabinettsminister. Zu den Toten gehörten Mohammad Beheschti, der Vorsitzende des Islamischen Revolutionsrats und Oberste Richter des Iran, Ministerpräsident Mohammad Dschawad Bahonar und Staatspräsident Mohammad Ali Radschāʾi. Die offiziellen Ermittlungen beschuldigten die Volksmudschahedin, den Anschlag durchgeführt zu haben (was von diesen jedoch bestritten wurde), und benannten den Studenten Mohammad Reza Kolahi Samadi, der im Gebäude als Tontechniker beschäftigt gewesen war, als Bombenleger. Dieser wurde in einem anschließenden Verfahren in Abwesenheit zum Tode verurteilt.
In der Folgezeit gehörte Kolahi Samadi zu den meistgesuchten Personen des Iran. Allgemein wurde angenommen, dass er außer Landes geflüchtet war. Über seinen Verbleib gab es nur Mutmaßungen und unbewiesene Behauptungen. Im Jahr 2014 veröffentlichte die iranische Presseagentur IRNA eine Meldung, nach der Kolahi Samadi und der ebenfalls gesuchte Masud Kashmiri in Deutschland in Köln und in Hamburg gesehen worden seien.

### Ermordung von Ali Motamed
Am 15. Dezember 2015 wurde in der niederländischen Stadt Almere (Provinz Flevoland) der dort lebende Ali Motamed von zwei Unbekannten erschossen. Motamed lebte dort zusammen mit seiner niederländischen Frau, mit der er einen Sohn im Teenageralter hatte. Er war als Elektroinstallateur beschäftigt.
Kurz nach dem Mord kamen Vermutungen auf, dass es sich um einen Auftragsmord handelte. Aufnahmen einer Videoüberwachungskamera zeigten, dass mindestens dreimal ein dunkelblauer BMW mit zwei schwarz gekleideten Personen jeweils zu der Zeit, zu der Motamed üblicherweise sein Haus in Richtung Arbeit verließ, vorbeigefahren war. Beim ersten Mal verließ Motamed sein Haus später als üblich, beim zweiten Mal verließ zeitgleich auch der Nachbar sein Haus, was die Täter möglicherweise an der Ausführung ihres Plans hinderte, und beim dritten Mal erfolgte der Mordanschlag. Der BMW wurde später in der Nähe ausgebrannt aufgefunden. Die Ehefrau berichtete der Polizei, dass ihr Ehemann sie im Jahr 2000 über seine wahre Identität als Mohammad Reza Kolahi Samadi aufgeklärt habe, und äußerte die Vermutung, dass der Mord durch iranische Regierungsstellen in Auftrag gegeben worden sei. Die niederländische Polizei nahm zwei verdächtige Personen aus dem Amsterdamer Stadtteil Biijlmer fest. Vermutungen, dass iranische Stellen in den Mord verwickelt waren, konnten bisher nicht erhärtet werden. Auch wurde die Identität des Ermordeten mit dem Gesuchten Kolahi Samadi durch offizielle niederländische oder iranische Stellen bisher weder bestätigt noch dementiert. Die niederländische Polizei setzte eine Belohnung von 10.000 € für sachdienliche Hinweise aus, die zur Aufklärung des Falles beitragen könnten.
Am 8. Januar 2019 erklärte der niederländische Außenminister Stef Blok, dass es „schwerwiegende Hinweise“ dafür gäbe, dass offizielle Stellen des Iran in den Mord sowie einen weiteren Mord in Amsterdam im Jahr 2017 an dem Exil-Iraner Ahmad Molla Nissi involviert gewesen seien. Blok verwahrte sich zugleich gegen derartige „feindselige Handlungen“, die die Souveränität der Niederlande verletzten. Im April 2019 wurden die beiden Mordverdächtigen zu 20 bzw. 25 Jahren Haft verurteilt. Während des Prozesses sagten sie aus, dass sie von einem Unbekannten 13.000 € für die Ermordung des ihnen unbekannten Motamed erhalten hätten.